# Geselle

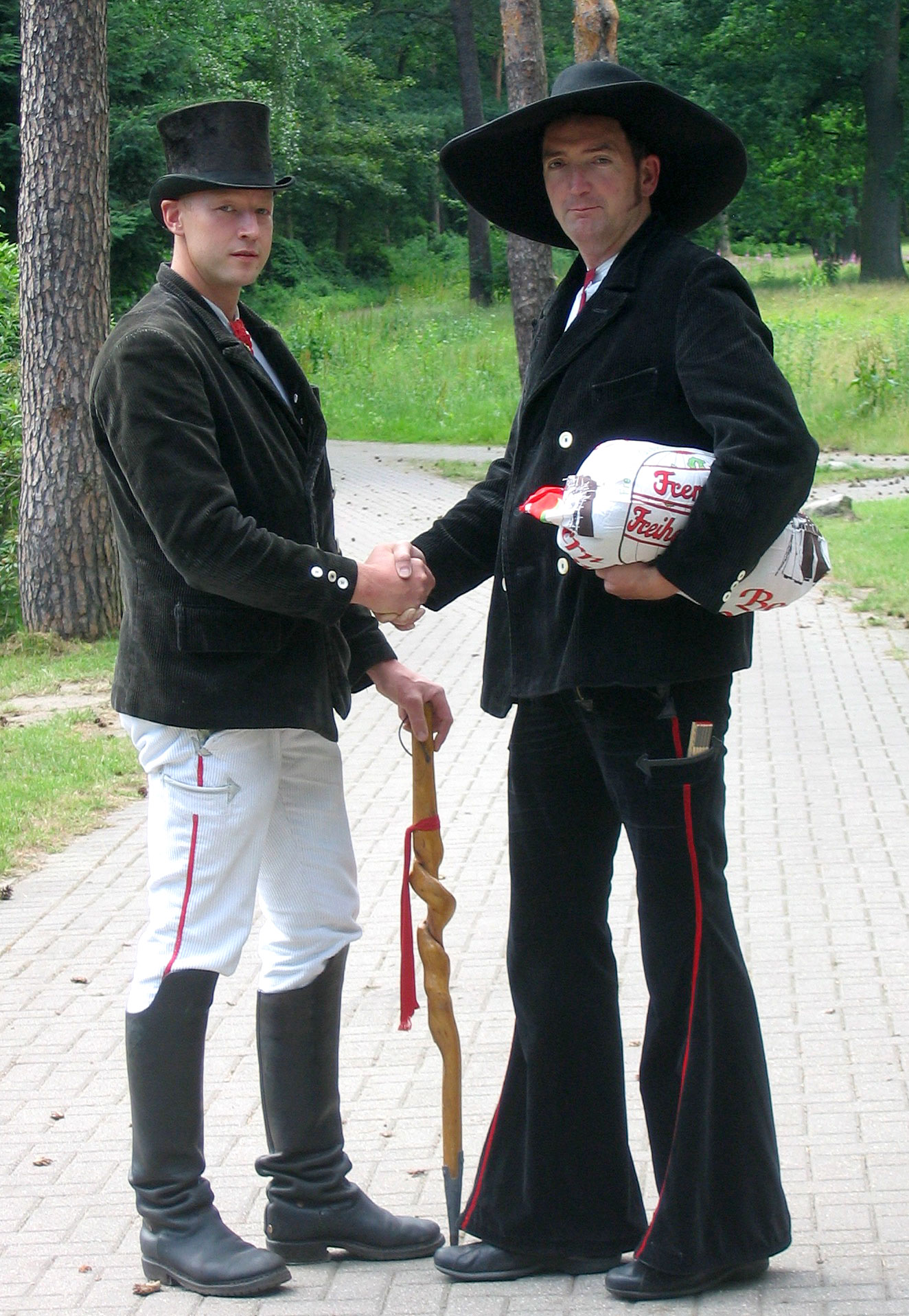
Handwerksgesellen auf der Walz

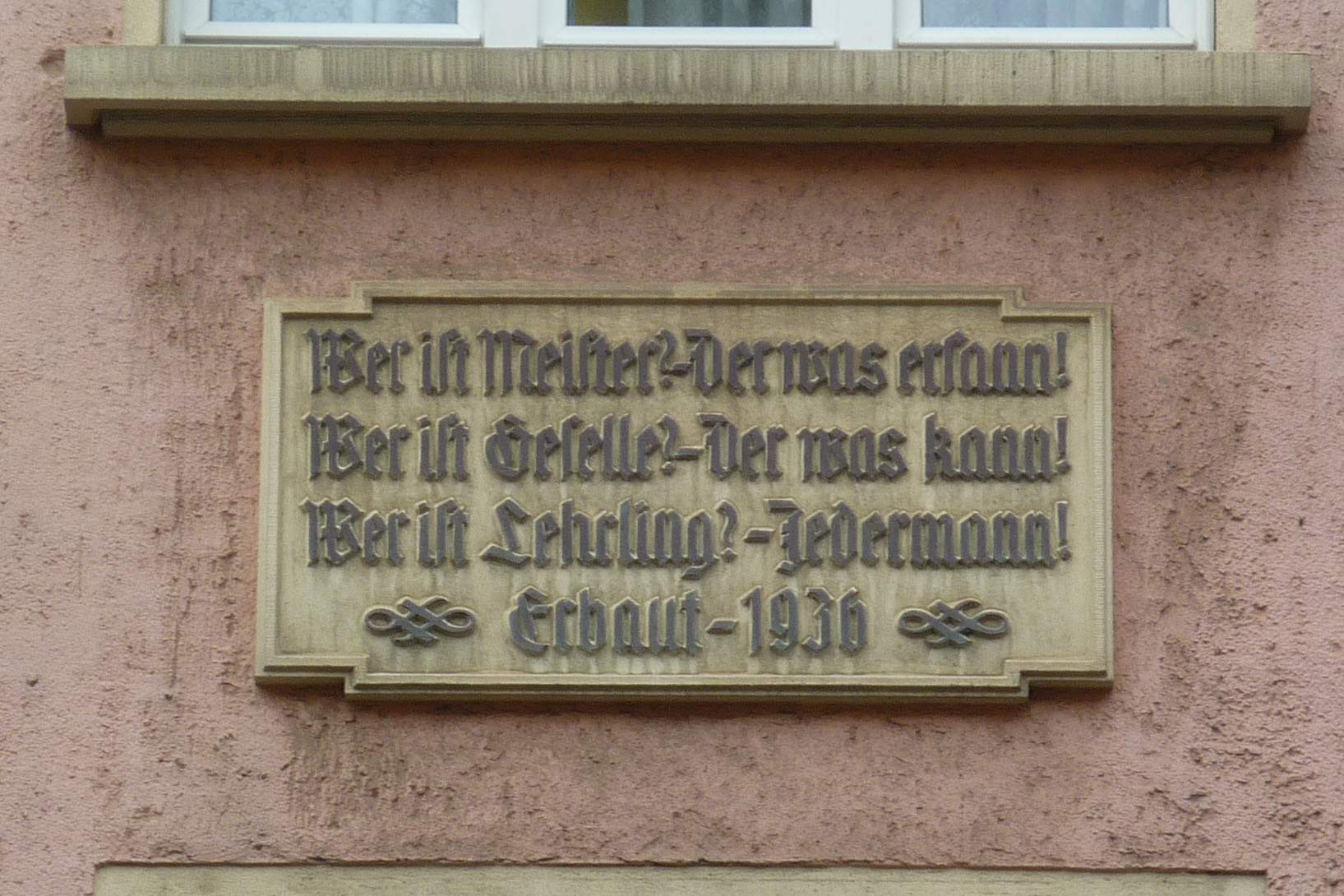
Wer ist Meister? – Der was ersann!
Wer ist Geselle? – Der was kann!
Wer ist Lehrling? – Jedermann!

Ein Geselle (von althochdeutsch gisello „Hausgenosse“, eigentlich: „der den Saal mit einem anderen teilt“), weibliche Bezeichnung Gesellin, ist ein Handwerker, der eine Ausbildung in einem Beruf des Handwerks durch Bestehen der Gesellenprüfung vor der Handwerkskammer erfolgreich abgeschlossen und infolgedessen den Gesellenbrief erhalten hat. Er ist tariflich, sozial- und arbeitsrechtlich einem Facharbeiter gleichgesetzt.

## Geschichte
Ab dem Spätmittelalter war es üblich, dass junge Handwerksgesellen nach ihrer Gesellenprüfung für einige Jahre auf Wanderschaft gingen, um in weiter entfernt liegenden Handwerksbetrieben bei anderen Meistern der Zunft Erfahrungen zu sammeln, ihr handwerkliches und betriebliches Wissen zu vertiefen und neue Absatzmärkte zu erschließen. Die Wanderjahre, auch auf der Walz sein genannt, waren vom Spätmittelalter bis ins 19. Jahrhundert in den meisten Handwerken eine Voraussetzung, um Meister werden zu können. Heutzutage gibt es diese Pflichtwanderjahre nicht mehr, manche junge Gesellen pflegen dieses Brauchtum dennoch.
In der Freimaurerei ist der Geselle der zweite, mittlere Grad der Einweihung.

## Andere Wortbedeutungen
Außerdem bezeichnet Geselle umgangssprachlich einen Teilnehmer einer Gesellschaft, der etwa mit anderen zusammen isst (Tischgesellschaft) oder reist (Reisegesellschaft). In einem pejorativen Sinne wird der Begriff salopp auch für Helfer eines Straftäters verwendet (sein Geselle) oder etwa in der Form ein finsterer Geselle.